# Shadowban
De Engelse termen shadowban, shadowbanning, ghostbanning, comment ghosting of range throttling verwijzen naar de volledige of gedeeltelijke blokkering van een gebruiker, of diens inhoud, van een  online gemeenschap op een manier, dat de gebruiker niet onmiddellijk weet dat deze is geblokkeerd.
Meestal kan de shadowban alleen worden herkend door de statistieken van de sociale media-activiteit van de volgers te analyseren. Opmerkingen of tweets die op een blog of mediasite zijn geplaatst, zijn bijvoorbeeld niet langer zichtbaar voor anderen die die site vanaf hun computer bezoeken. Daardoor nemen de interacties met de website of het social media account af. Shadowbans kunnen ook worden opgevat als een vorm van censuur, omdat de getroffenen op sociale media de dupe worden.
Het doel van het gedeeltelijk verbergen of verbergen van de bijdragen van een gebruiker voor andere leden van de dienst is ervoor te zorgen dat de problematische of anderszins opvallende gebruiker ontevreden is over de reactie op zijn bijdragen en de site verveeld of gefrustreerd kan verlaten. In tegenstelling tot een volledige ban, wordt aangenomen dat een gedeeltelijke beperking van de interactie met andere gebruikers, die niet direct duidelijk is voor de gebruiker, de ongewenste gebruikers (spammers en trollen) ervan weerhoudt om een nieuw account aan te maken om de ban te omzeilen.

## Kritiek
Volgens sommige critici kan shadowbanning echter ook het uiten van rechtmatige, maar controversiële meningen treffen:
- in 2018 verweet de toenmalige Amerikaanse president Donald Trump op Twitter prominente Republikeinen dat ze aan shadowbanning deden.[2]
- in 2023, tijdens de oorlog tussen Hamas en Israël, klaagden verschillende pleitbezorgers van de Palestijnse zaak dat hun inbreng op sociale media getroffen werd door shadowbanning;[1][3]